# Félix-Marie Abel
Pour les articles homonymes, voir Abel (homonymie).
Félix-Marie Abel (Saint-Uze, 29 décembre 1878 - Jérusalem, 24 mars 1953) est un archéologue, géographe et dominicain français.

## Biographie
Entré chez les Dominicains en 1902, il devient collaborateur du père Lagrange à l'École biblique dont il devient professeur (1905). 
Un des grands spécialistes de la géographie de la Palestine, il y mène plusieurs expéditions, notamment dans la région de la mer Morte (1911) et dirige les fouilles de Neirab, près d'Alep. 
En 1932, il reconstitue l'histoire du site d'Emmaüs et en 1940, Pie XII le nomme consulteur de la Commission biblique pontificale.

## Œuvres
- Une croisière autour de la mer Morte, 1911
- Bethléem. Le sanctuaire de la Nativité, avec L. H. Vincent, 1914
- Jérusalem, recherches de topographie, d'archéologie et d'histoire, 4 vol., avec Vincent, 1914-1925
- Grammaire de grec biblique, 1927
- Géographie de la Palestine, géographie physique et historique, 2 vol., 1933 et 1938 (Tome I: Géographie physique et historique, 1933; Tome II: Géographie politique, Les villes, 1938)
- À travers les listes hiéroglyphiques des villes palestiniennes, 1934 (Mélanges Maspero, Mémoires publiés par les membres de l'Institut français d'archéologie orientale du Caire, volume I, tome LXVI, Le Caire, Institut français d'archéologie orientale, 1934)
- Histoire de la Palestine, 2 vol., 1952 (Tome I: De la conquête d'Alexandre jusqu'à la guerre juive; Tome II: De la guerre juive à l'invasion arabe)